# Les Enfants terribles (opéra)
Pour les articles homonymes, voir Les Enfants terribles.
Les Enfants terribles est un opéra de chambre dansé pour quatre voix et trois pianos (grands pianos ou électroniques), composé en 1996 par Philip Glass, sur un livret (en français) du compositeur, en collaboration avec la chorégraphe américaine Susan Marshall (en), d’après le roman du même nom de Jean Cocteau paru en 1929 et le film de Jean-Pierre Melville tourné en 1950. Commande du festival de danse Steps  organisé par Migros dans plusieurs villes de Suisse, c'est le dernier volet d'une trilogie en hommage au poète français après  Orphée  (1993) et La Belle et la Bête (1994). La première mondiale de l'œuvre a eu lieu le 18 mai 1996 à Zoug sous la direction de Karen Kamensek (de).
L’œuvre est ensuite jouée, entre autres, au Théâtre Olympique (it) de Rome le 17 octobre 1996, à l'Académie de Musique de Brooklyn de New York le 20 novembre 1996 pour la première américaine, au Théâtre Aleksander d’Helsinki pour la première finlandaise durant sept jours à partir du 23 septembre 2005 par l'ensemble Skaala Opera sous la direction de Sasha Mäkilä , à l'Opera d’Oakland le 6 octobre 2006, à la Maison de la Culture de Bourges durant trois jours à partir du 20 mars 2007 pour la première française, au Théâtre National de Nuremberg pour la première allemande durant cinq jours à partir du 29 avril 2007, au Petit Théâtre Duško Radović de Belgrade (sous le titre Derišta), à l'occasion du 60e anniversaire de l'établissement, le 7 décembre 2009 sous la direction de Srđan Marković pour la première serbe et à l’Arcola Theatre (en) de Londres le 20 août 2010 pour la première anglaise. En 2022, Les Enfants terribles, mis en scène par Phia Ménard, est joué à l'Opéra de Rennes. 

## Argument
Après la mort de leur mère, Élisabeth et Paul, frère et sœur orphelins livrés à eux-mêmes et liés par une affection exclusive, vivent ensemble dans leur grand appartement parisien.
Ils se sont construit un univers chimérique régi par de sibyllins symboles. Leur chambre est un véritable sanctuaire où trône un « trésor » chargé d'une signification également connue d'eux seuls. Élisabeth rencontre Michaël et l'épouse, mais, le jour suivant, il meurt lors d'un accident sans que leur mariage ait été consommé.
Elle hérite de la fortune de Michaël, dont un vaste hôtel particulier où Paul vient la rejoindre avec leur fameux trésor. Gérard, un camarade de Paul et son amie Agathe, qui ressemble étrangement à Dargelos (un collégien que Paul idolâtre), viennent bientôt habiter avec eux. Mais lorsqu'Élisabeth comprend que l'amour naît entre son frère et Agathe, telle une divinité grecque, une sorte de Parque, elle tisse une toile machiavélique afin que son frère ne puisse lui échapper. Comme dans toutes les tragédies antiques, l'issue ne pourra être que fatale.
Fascinant par le désir morbide porté par la relation Paul/Elisabeth, cette histoire en apparence banale, cache une tragédie : la fin inévitable de l'adolescence, de ses mythes, de sa grâce, de ses illusions. Elizabeth et Paul meurent d'avoir transgressé cette loi en voulant éterniser un moment de passage. En effet, dès l'instant où la boule de neige de Dargelos atteint Paul en pleine poitrine, le temps s'arrête, «la chambre» commence à vivre. Elle devient leur île déserte, le petit bout de terre isolée du reste du monde où ils se construisent des cabanes avec leurs oreillers et mènent la nuit une existence de Robinson. Leurs corps grandissent, les jambes de Paul dépassent sous ses draps, ils jouent à avoir des désirs de grandes personnes ; mais en fait, rien ne bouge. S'ils déménagent, c'est pour reconstituer aussitôt la chambre. Derrière leurs disputes incessantes, leur agitation continuelle, il y a un désir morbide d'immobilité...
C'est Dargelos, le dieu caché de cette tragédie, qui en précipite le dénouement en envoyant à Paul une boule noire, empoisonnée, qui achève l'œuvre de la première boule de neige. Elizabeth, prêtresse de la chambre n'est que l'instrument du destin. En se donnant la mort en même temps que son frère, elle fait entrer leur adolescence dans l'éternité.

## Personnages
| Rôle            | Type de voix  | Distribution à la création, 18 mai 1996 Direction : Karen Kamensek |
| --------------- | ------------- | ------------------------------------------------------------------ |
| Paul            | baryton-basse | Philip Cutlip                                                      |
| Elisabeth       | soprano       | Christine Arand                                                    |
| Gérard          | ténor         | Hal Cazalet (en)                                                   |
| Dargelos/Agathe | mezzo-soprano | Valérie Komar                                                      |

## Structure
- Scène 1, Ouverture
- Scène 2, Paul est mourant
- Scène 3, Une boule de neige
- Scène 4, Deux moitiés dans un même corps
- Scène 5, Il n’a pas dit au revoir
- Scène 6, Le somnambule
- Scène 7, Elle m’a giflé
- Scène 8a, Ils vivaient leur rêve
- Scène 8b, Et puis laisser
- Scène 9, Appelez-moi Elisabeth
- Scène 10, 11, Modèle entrecroisé
- Scène 11a, Terrible Interlude
- Scène 12, le Verdict
- Scène 13, Interlude Musicale - le Retour chez Orphée
- Scène 14a, b Cocon de châles
- Scène 15, Perdu
- Scène 16, Il écrivit son propre nom
- Scène 17, Es-tu amoureuse, Agathe?
- Scène 18, De la part de Dargelos
- Scène 19, Elle prit la route
- Scène 20, La fin de Paul

## Discographie
- Christine Arand (soprano), Philip Cutlip (basse-baryton), Hal Cazalet (ténor), Valerie Komar (mezzo- soprano), Philip Glass, Nelson Padgett, Eleanor Sandresky (pianos) dirigés par Karen Kamensek, enregistré en décembre 1996 et janvier 1997. Orange Mountain Music (avril 2005) [9].
- Les Enfants Terribles (arrangement pour deux pianos par Michael Riesman), Katia & Marielle Labèque, Deutsche Grammophon (octobre 2020) [10]